# Cryptocentrus cinctus
Cryptocentrus cinctus — вид риб з родини бичкових (Gobiidae). Демерсальна, рифова морська тропічна риба, сягає 10 см довжиною. Мешкає в західній Пацифіці від островів Яеяма та Японії до Сингапуру та Великого бар'єрного рифу, також у Мікронезії біля Палау та Труку.